# Carrocera Castrosua
Carrocera Castrosua (ou Castrosua) est un carrossier espagnol, basé à Saint-Jacques-de-Compostelle.

## Produits

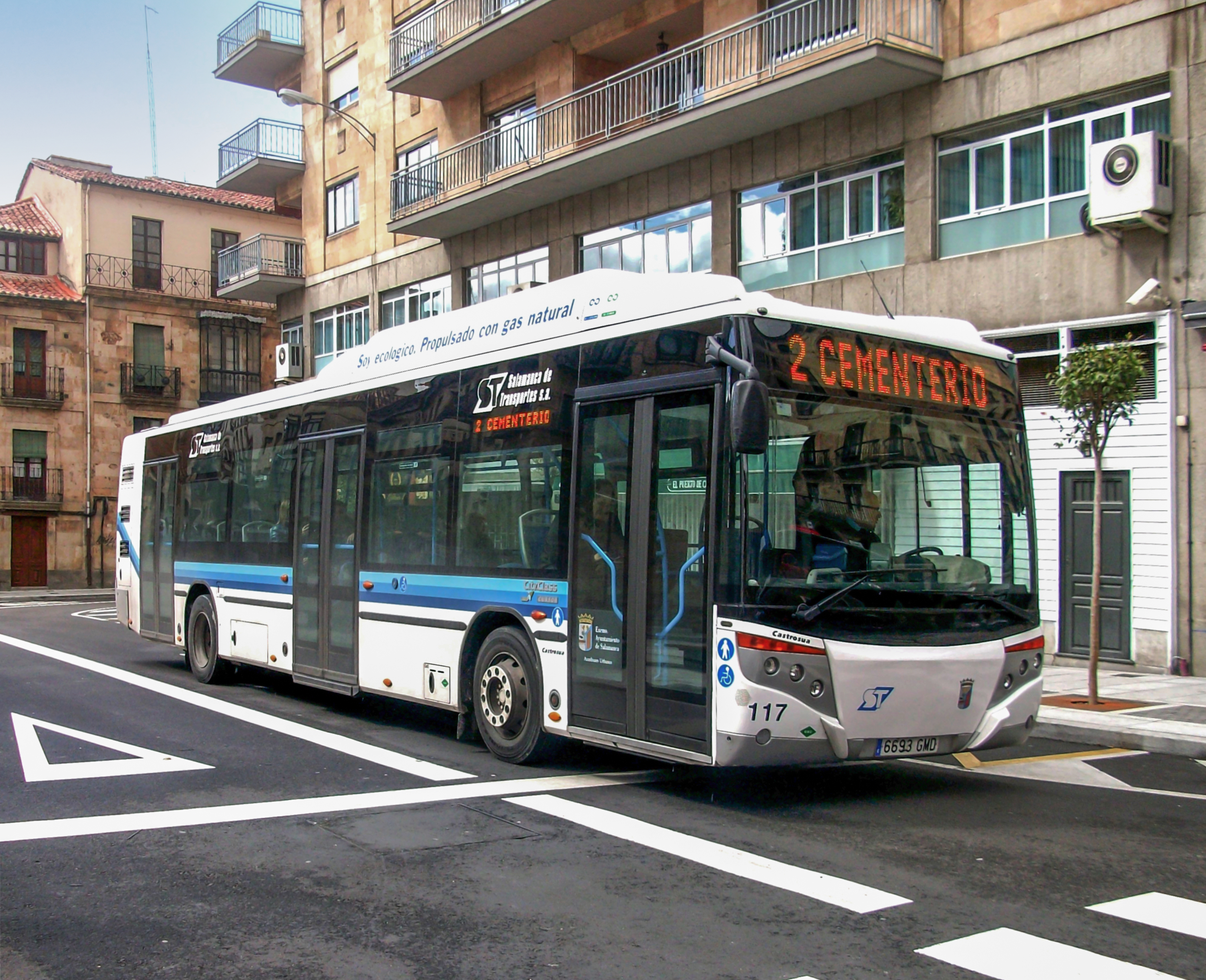
City versus sur châssis Iveco Cityclass

Autobus urbains
- City Versus
- Tempus

Autobus interurbains
- Magnus
- Magnus.S
- Magnus.E

Autocar
- Stellae